# Jyderup Sogn

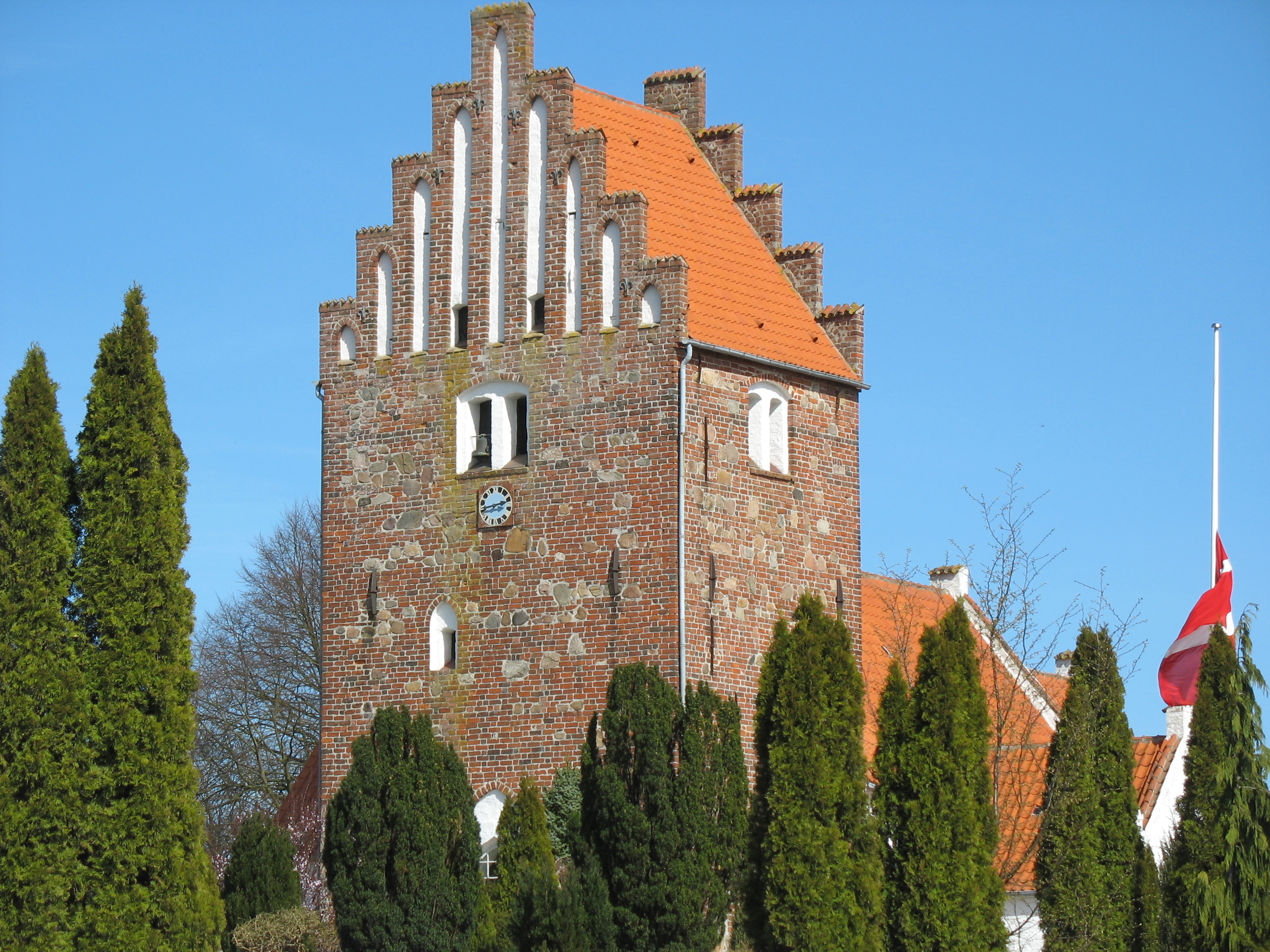
Jyderup Kirke

Jyderup Sogn  ist eine Kirchspielsgemeinde (dän.: Sogn) auf der Insel Sjælland in Dänemark. Im Kirchspiel leben 4633 Einwohner, davon 4315 im Kirchdorf (Stand: 1. Januar 2023).

## Geschichte
Bis 1970 gehörte sie zur Harde Tuse Herred im damaligen Holbæk Amt, danach zur Tornved Kommune im Vestsjællands Amt, die im Zuge der  Kommunalreform zum 1. Januar 2007 in der Holbæk Kommune in der Region Sjælland aufgegangen ist. Im Kirchspiel liegt die Kirche „Jyderup Kirke“.

## Lage
Nachbargemeinden sind im Norden Hjembæk-Svinninge Sogn, im Nordosten Kundby Sogn, im Osten Stigs Bjergby-Mørkøv Sogn, im Südosten Skamstrup-Frydendal Sogn und im Süden Holmstrup Sogn, ferner in der westlich benachbarten Kalundborg Kommune Bregninge-Bjergsted-Alleshave Sogn.

## Sehenswertes
Die Dolmen von Jyderup wurden zwischen 3500 und 2800 v. Chr. von den Leuten der Trichterbecherkultur (TBK) errichtet. Die Megalithanlagen liegen am Amtsvejen nordwestlich des Ortes.

## Wirtschaft
Hauptsitz und Zentrallager des Internethändlers Smartguy befindet sich in Jyderup. Das Unternehmen hat mehr als 200 festangestellte Mitarbeiter und die Gesamtfläche der Lagerräume übersteigt 10000 m².